# Efstáthios Alonéftis
Efstáthios Alonéftis (en grec moderne : Ευστάθιος Αλωνεύτης), né le 29 mars 1983 à Nicosie à Chypre, est un footballeur international chypriote qui évolue à l'APOEL Nicosie.

## Biographie
Né à Nicosie en Chypre, il commence à jouer au football professionnel en 2000 avec une équipe de sa ville natale, l'Omonia Nicosie. Il joue pour cette équipe jusqu'en 2005 où il rejoint l'AEL Larissa en Grèce pendant deux ans, puis joue en Allemagne pour l'Energie Cottbus. Alonéftis retourne ensuite jouer pour l'Omonia Nicosie.

## Équipes
- 2000-2005 :  Omonia Nicosie
- 2005-2007 :  AEL Larissa
- 2007-2008 :  Energie Cottbus
- 2008-2012 :  Omonia Nicosie
- Depuis 2012 :  APOEL Nicosie

## Palmarès
Omonia Nicosie
- Champion de Chypre en 2001, 2003 et 2010.
- Vainqueur de la Coupe de Chypre en 2005, 2011 et 2012.

 AEL Larissa
- Vainqueur de la Coupe de Grèce en 2007.

 APOEL Nicosie
- Champion de Chypre : 2013, 2014, 2015, 2016, 2017 et 2019.
- Vainqueur de la Coupe de Chypre en 2014 et 2015.
- Coupe de Chypre Finaliste : 2017.